# 淡濱尼流浪足球會
淡濱尼流浪足球會（英語：Tampines Rovers Football Club）是新加坡職業足球聯賽的一支职业足球队。球队创建于1945年，是新加坡现存最悠久历史的足球俱乐部，其在新加坡聯賽职业化之前的國家聯賽也曾奪過冠军（1979年、1980年、1984年），球队是1996年新加坡職業足球聯賽的创始球队之一，球队在2004年、2005年、2011年奪得新加坡職業足球聯賽冠軍，並且獲得過2002年、2004年、2006年的新加坡杯冠軍。
淡滨尼流浪的主场设在淡濱尼體育場，球队的吉祥物是牡鹿，球队也经常被昵称为牡鹿。

## 球队荣誉

### 新加坡職業聯賽
- 冠軍: 2004、2005、2011、2012、2013

### 新加坡盃
- 冠軍: 2002、2004、2006、2019

### 新加坡慈善杯
- 冠軍: 2011、2012、2013、2014、2020